# Eudorella nana
Eudorella nana är en kräftdjursart som beskrevs av Sars 1879. Eudorella nana ingår i släktet Eudorella och familjen Leuconidae. Inga underarter finns listade i Catalogue of Life.